# Şerefsungur, Kandıra
Şerefsungur là một xã thuộc huyện Kandıra, tỉnh Kocaeli, Thổ Nhĩ Kỳ. Dân số thời điểm năm 2010 là 199 người.